# Phoenix
För andra betydelser, se Phoenix (olika betydelser) eller Fenix (olika betydelser).
Phoenix är huvudstad i den amerikanska delstaten Arizona med en yta av 1 334 kvadratkilometer och en befolkning som uppgår till 1 550 000 invånare (2007).

## Historia

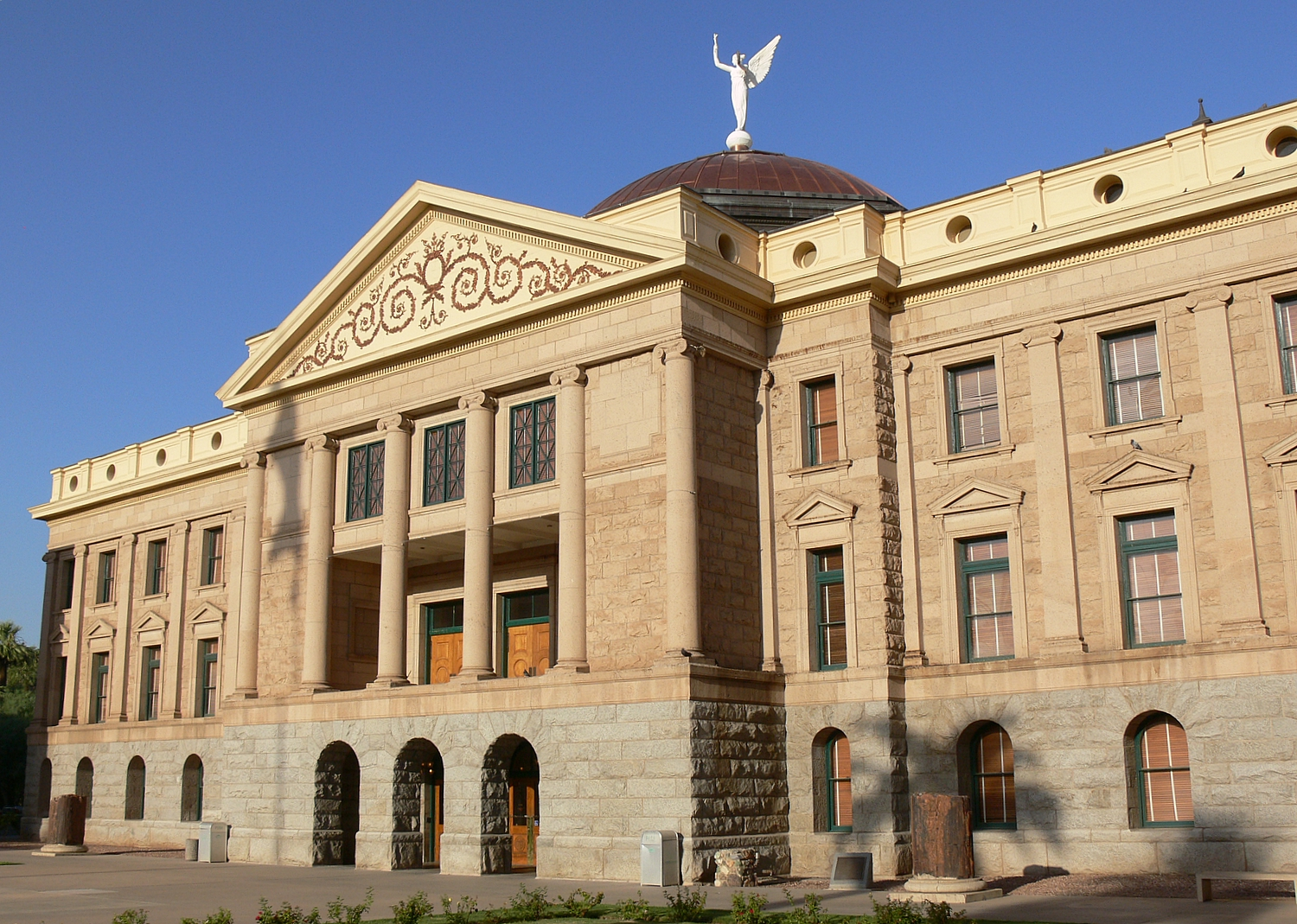
Arizona State Capitol i Phoenix är säte för Arizonas delstatslegislatur.

Phoenix blev officiellt erkänt 1868 och samma år öppnades ett postkontor i samhället. Stadsrättigheter erhölls 5 februari 1881 och det första valet av borgmästare i den nya staden genomfördes 3 maj samma år.
Den 4 februari 1903 bildades Salt River Valley Water Users’ Association för att ordna användandet av vattenresurserna för bevattnings- och hushållsändamål. Än idag fungerar den som det huvudsakliga organet för att styra vattenresurserna. 18 maj 1911 togs den nya dammen – Theodore Roosevelt Dam, som då var den största murade dammen i världen – i bruk och den skapade en ny sjö, Roosevelt Lake. Det fick till följd att man kunde utöka konstbevattningen för jordbruket och det förbättrade tillgången till vatten för den allt mera ökande befolkningen.
14 februari 1912 fick Arizona status som delstat och Phoenix blev delstatens huvudstad.
1940 blev ännu ett år av förändring i och med andra världskriget. Staden förvandlades från att vara ett jordbrukscentrum till att bli ett centrum för produktion och distribution av materiel till den växande krigsmakten. Inte mindre än tre flygbaser lokaliserades där och än i dag är en av dem, Luke Air Force Base, i verksamhet.

## Geografi
Staden är belägen i den centrala delen av delstaten cirka 210 kilometer öster om gränsen mot  Kalifornien, cirka 160 kilometer norr om gränsen mot Mexiko och cirka 270 kilometer väster om gränsen mot New Mexico. Av befolkningen har cirka 34 % latinamerikansk härkomst. Den sammanhängande bebyggelsen, omfattande flera städer (förutom Phoenix bland annat Mesa, Scottsdale och Tempe), har 3 393 000 invånare (2007). Hela storstadsområdet har 4 179 427 invånare (2007), vilket gör det till ett av de större storstadsområdena i västra USA och det fjortonde största i landet. Invånarantalet i området har vuxit kraftigt under senare årtionden.

## Klimat
Phoenix är USA:s varmaste tätbefolkade stad och har ett subtropiskt ökenklimat med mycket heta somrar och svala till varma vintrar.
Under sommaren stiger temperaturen under dagen ofta över 40 °C till uppemot 45 °C, och nattetid brukar den ligga runt 25–32 °C. På vintern är det betydligt svalare men dagstemperaturen brukar ändå ligga runt 20 °C och nattemperaturen är 5–10 °C . Årsnederbörden är mycket låg med 0–2 regndagar/månad.
Den högsta uppmätta temperaturen för Phoenix är 50 °C och den lägsta är -8,9 °C.
Temperaturer under 0 °C sker i genomsnitt 5 nätter per år. Dock sker snöfall väldigt sällan till följd av de extremt låga nederbördsmängderna.
|                                            | Jan | Feb | Mar | Apr | Maj | Jun | Jul | Aug | Sep | Okt | Nov | Dec |
| ------------------------------------------ | --- | --- | --- | --- | --- | --- | --- | --- | --- | --- | --- | --- |
| Normaldygnets maximitemperaturs medelvärde | 20  | 22  | 25  | 30  | 35  | 40  | 41  | 40  | 38  | 31  | 24  | 19  |
| Normaldygnets minimitemperaturs medelvärde | 8   | 9   | 11  | 12  | 15  | 21  | 25  | 29  | 24  | 18  | 11  | 7   |
|                                            |     |     |     |     |     |     |     |     |     |     |     |     |
| Nederbörd                                  | 23  | 23  | 25  | 7   | 3   | 1   | 27  | 25  | 16  | 15  | 16  | 22  |

| Diagram | temperaturer i °C • månadsnederbörd i mm | temperaturer i °C • månadsnederbörd i mm | temperaturer i °C • månadsnederbörd i mm | temperaturer i °C • månadsnederbörd i mm | temperaturer i °C • månadsnederbörd i mm | temperaturer i °C • månadsnederbörd i mm | temperaturer i °C • månadsnederbörd i mm | temperaturer i °C • månadsnederbörd i mm | temperaturer i °C • månadsnederbörd i mm | temperaturer i °C • månadsnederbörd i mm | temperaturer i °C • månadsnederbörd i mm | temperaturer i °C • månadsnederbörd i mm |
|         | 23 20 8                                  | 23 22 9                                  | 25 11                                    | 7 30 12                                  | 3 35 15                                  | 1 40 21                                  | 27 41 25                                 | 25 40 29                                 | 16 38 24                                 | 15 31 18                                 | 16 24 11                                 | 22 19 7                                  |

Visa eller redigera grafens rådata.

## Kommunikationer

### Flygtrafik
- Phoenix Sky Harbor International Airport

## Sport
- MLB - baseboll
  - Arizona Diamondbacks
- NBA - basketboll
  - Phoenix Suns
- NHL - ishockey
  - Arizona Coyotes
- NFL - amerikansk fotboll
  - Arizona Cardinals

## Kända personer
- Dierks Bentley, musiker
- Alice Cooper, sångare
- Barry Goldwater, politiker
- Chelsea Kane, skådespelare
- Steve Nash, basketspelare
- Stevie Nicks, musiker
- Layla Rivera, porrskådespelare och fotomodell
- Melody Thornton, dansare